# Andrei Siniavski
Andrei Donàtovitx Siniavski, rus: Андрей Донатович Синявский (8 d'octubre de 1925, Moscou, URSS - 25 de febrer de 1997, París, França) fou un escriptor, editor i dissident soviètic, supervivent dels camps de treballs forçats instaurats pel règim comunista. Va exiliar-se a França i va arribar a ser professor de la Sorbona.

## Biografia
Siniavski era fill de Donat Siniavski, un noble rus provinent de Sízran, que després va esdevenir un revolucionari i que va ser arrestat dues vegades acusat d'"enemic del poble" (l'última vegada durant la Gran Purga de Stalin). Durant la seva estada a la presó, Siniavski va emmalaltir i després de ser alliberat desenvolupà un quadre mental molt greu. Andrei Siniavski va descriure les experiències del seu pare en una novel·la titulada Bona nit!.
Havent estat protegit per l'escriptor Borís Pasternak (autor de la novel·la Doctor Jivago i guanyador del Premi Nobel de literatura el 1958), Siniavski va començar a descriure la realitat soviètica que ell veia mitjançat els seus contes i històries de ficció.
Va matricular-se el 1944 a la facultat de lletres de la Universitat Estatal de Moscou i fou professor de literatura universal a l'Institut Gorki, feu la seva tesi doctoral sobre La vida de Klim Samguin de l'escriptor Maksim Gorki. L'arrestament del seu pare el 1951 en plena repressió estalinista va fer trontollar les seves creences i el feu canviar de direcció: era crític literari de la revista Novi Mir i s'alineà amb els enemics del realisme socialista a partir de la mort de Stalin quan va escriure Sobre el realisme socialista per a la revista francesa Esprit el 1963. També escrigué un pròleg polèmic a uns poemes de Borís Pasternak, el qual va ser defensat quan guanyà el 1958 el Nobel. Començà la seva carrera d'escriptor publicant fora del seu país Contes fantàstics, Lubimov i Pensaments improvisats amb el pseudònim d'Abraham Tertz, crítiques satíriques i feroces del totalitarisme soviètic. El KGB va trigar cinc anys a descobrir qui era, i va ser arrestat el 13 de setembre de 1965, processat amb el seu amic Iuli Daniel i condemnat a set anys de treballs forçats el 1966 al gulag de Dubrovlag, a Potma, prop de Nijni Nóvgorod. Durant aquesta estada forçada va escriure Passeigs amb Puixkin (Londres, 1975). Alliberat el 1971 per bona conducta, l'escriptor pogué abandonar l'URSS el 1973 amb la seva dona Maria Rozànova i el seu fill Iégor a canvi de renunciar a la nacionalitat soviètica. Instal·lat a París, ensenyà literatura russa a la Sorbona i fundà la revista literària Sintaksis. La seva obra Una veu des del cor, escrita a la presó, va guanyar el premi a la millor novel·la estrangera el 1974. Un altre assaig conegut d'aquella etapa és La civilització soviètica. De viatge a Moscou el 1989 celebrà la "desaparició de la por", però el 1993 proclamà el seu malestar amb Borís Ieltsin i amb els seus propis col·legues intel·lectuals que tancaven els ulls davant del seu creixent poder.